# Rasmus Viberg

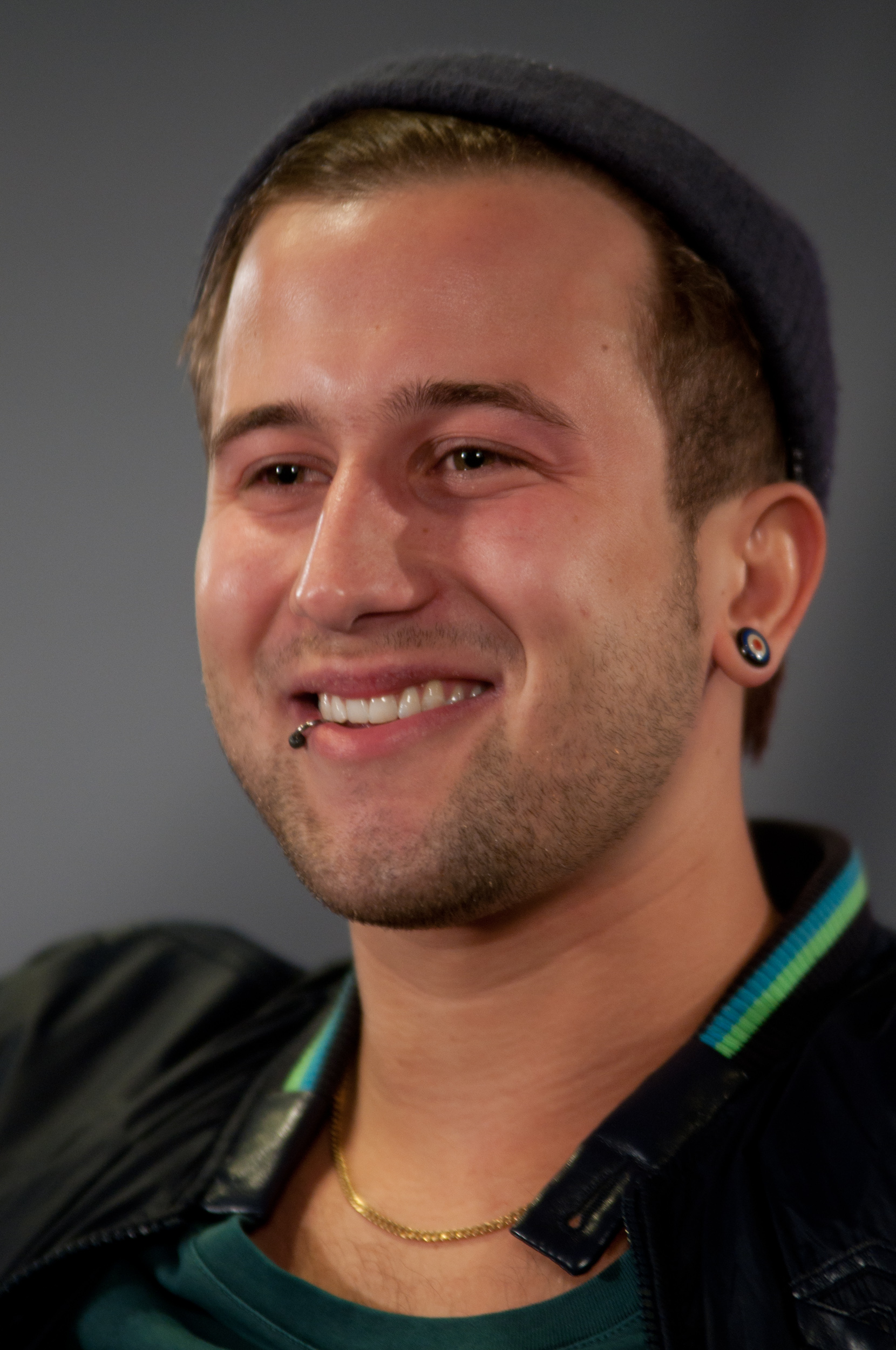
Rasmus Viberg 2010, Pressekonferenz Melodifestivalen

Rasmus Viberg (geboren am 2. April 1990) ist ein schwedischer Sänger, Songschreiber und Plattenproduzent.

## Biografie
Nach der Schule machte Viberg eine Ausbildung an der Furuboda musiklinje, einer privaten Volkshochschule für Musik, in Malmö. In der Mittelstufe gründete er seine erste Band Oldschool. Deren Song The Drug wurde Teil des Samplers Burn All the Small Towns, Vol. 1 von Panic & Action Records (Junkyard Entertainment). Mit der Band nahm er am Wettbewerb Musik Direkt teil, sie bekamen u. a. die Möglichkeit für einige Auftritte in Afrika.
Größere Bekanntheit in Schweden erhielt er durch die Teilnahme am Melodifestivalen 2011, dem schwedischen Vorentscheid zum Eurovision Song Contest 2011. Dort nahm er mit dem Titel Social Butterfly (geschrieben von Amir Aly und Henrik Wikstrom) teil. Dort schied er im Halbfinale aus. Viberg, Aly und Wikstrom veröffentlichten 2014 das Album Lost In Sound unter dem Projektnamen Trigono.
Kurz darauf gründete er die kurzlebige Band Dinner For Dinosaurs, die 2011 die EP Jurassic Funk veröffentlichte.
2012 wurde Viberg als neuer Sänger für die Band Hurricane Love ausgewählt, zu der neben ihm auch Nina Knutsson, Johanna Alexson, Tobias Ekqvist, Magnus Adler und Robin Knutsson gehörten. Viberg ersetzte dort den vorherigen Sänger Benjamin Högh. Am 12. August 2012 gewann die Band den internationalen Teil des Emergenza-Bandcontestes in Rothenburg ob der Tauber. Dafür durften sie für 30 Minuten auf der Hauptbühne des Taubertal-Festivals auftreten. Hurricane Love gaben insgesamt mehr als 100 Livekonzerte und tourten unter anderem auch in Finnland, England und vor allem Deutschland. Dort machten sie im August 2013 eine ausführliche Tournee. Im September 2015 gab die Band ihre Trennung bekannt, die durch Unstimmigkeiten über die Stilrichtung des ersten Albums verursacht wurde.
2015 gründete er zusammen mit Joel Strömgren und Jacob Lindvall die Band moment, die sich aus einem Songwriter-Projekt für andere Künstler entwickelte. Bislang veröffentlichte die Gruppe fünf Singles und bekam im Herbst 2016 einen Plattenvertrag bei Warner Music Schweden. Am 13. Oktober 2017 ist die neue Single The River erschienen, die die Band für den schwedischen Autohersteller Volvo geschrieben hat. Ende Dezember 2017 wurden Moment als beste Band für den Scandipop-Award nominiert. Seitdem Keyboarder Lindvall 2018 Moment verlassen hatte, setzen Viberg und Strömgren die Band als Duo fort.
Viberg kündigte Anfang 2018 an, zusätzlich zu Moment an einem Nebenprojekt als Solokünstler unter dem Projektnamen Next To Neon zu arbeiten. Als erste Single wurde Anfang März 2018 Looking At You veröffentlicht.

## Diskografie
Solo
- 2011: Social Butterfly (Single, Capitol/UMG)

Mit Trigono
- 2014: Lost In Sound (Album, Addictive Tracks)

Als Dinner With Dinosaurs
- 2011: Jurassic Funk (EP, Record Union)

Mit Hurricane Love
- 2014: Nowhere to Go (Single, Playground Music Scandinavia)
- 2015: Hurricane Love (EP, Playground Music Scandinavia)
- 2015: The Acoustic Live Session (EP, Playground Music Scandinavia)

Mit Moment
- 2016: No Matter Where We Are (Single, TMB Records)
- 2016: Sorry for You (Single, TMB Records)
- 2017: Indigo (Single, Parlophone / WMS)
- 2017: All This Time (Single, Parlophone / WMS)
- 2017: The River (Single, TMB Records / WMS)
- 2019: Shut Up (Single, TMB Records)
- 2019: Beat Again (Single, TMB Records)
- 2019: Ophelia (Single, TMB Records)

Als Next to Neon
- 2018: Looking At You  (Single, TMB Records)
- 2018: Fashion (Single, TMB Records)
- 2018: Fool (Alius feat. NTN) (Single, Ocean Music Group)
- 2018: D.R.I.V.E. (Single, Ocean Music Group)
- 2019: Dance With You (iamsimon feat. NTN) (Single, Ocean Music Group)
- 2019: Real Love (Asher feat. NTN) (Single, Ocean Music Group)
- 2019: Until We Die (Wateva feat. NTN) (Single, Future House Music)
- 2019: Young And Stupid (Single, Ocean Music Group)